# アメリカン・リーグ・パーク
アメリカン・リーグ・パーク（American League Park）は、アメリカのワシントンD.C.にかつて存在した野球場である。
1901年4月29日、この年創設されたアメリカンリーグのワシントン・セネタースの本拠地としてオープン。1903年シーズン限りで閉場したが、その後かつてバウンダリー・フィールドという球場があった場所にスタンドなどを移設し、1904年からは2代目のアメリカン・リーグ・パークとして開場した。1911年3月17日、配管工がもっていた溶接用の小型バーナーから出火し、アメリカン・リーグ・パークは全焼してしまった。1911年のシーズン開幕直前だったので跡地に急ピッチで新球場の建設が進められた。これがグリフィス・スタジアムである。
また、アメリカン・リーグ・パークという名称は当時はとてもポピュラーな名称だったため、ワシントンD.C.以外にも様々な場所に同名の球場が存在していた。代表的なものにニューヨークにあったヒルトップ・パーク（正式名称がアメリカン・リーグ・パークだった）が挙げられる。
| 前本拠地： n/a - | ワシントン・セネタースの本拠地 1901 - 1910 | 次本拠地： グリフィス・スタジアム 1911 - 1960 |